# Amphoe Mueang Udon Thani
Amphoe Mueang Udon Thani (Thai: อำเภอเมืองอุดรธานี)  ist ein Landkreis (Amphoe – Verwaltungs-Distrikt) in der Provinz Udon Thani. Die Provinz Udon Thani liegt im nordwestlichen Teil des Isan, der Nordostregion von Thailand. 
Die Hauptstadt der Provinz Udon Thani heißt ebenfalls Udon Thani.

## Geographie
Benachbarte Landkreise (von Norden im Uhrzeigersinn) sind die Amphoe Phen, Phibun Rak, Nong Han, Prachaksinlapakhom, Kumphawapi, Nong Saeng, Nong Wua So, Kut Chap und Ban Phue. Alle Amphoe liegen in der Provinz Udon Thani.

## Geschichte
Ursprünglich hieß dieser Bezirk Ban Mak Khaeng (บ้านหมากแข้ง). Er war einer der vier Distrikte von Udon Thani, die während der Thesaphiban-Verwaltungsreform im Jahr 1908 eingerichtet wurden. Im Jahr 1938 wurde Mak Khaeng in Mueang Udon Thani umbenannt.

## Verkehr
In diesem Bezirk befindet sich der Flughafen Udon Thani.

## Bildung
In Amphoe Mueang Udon Thani hat die Rajabhat-Universität Udon Thani ihren Sitz.

## Verwaltung

### Provinzverwaltung
Der Kreis Mueang Udon Thani ist in 21 Kommunen (Tambon) eingeteilt, die sich weiter in 253 Dörfer (Muban) unterteilen.
| Nr. | Name            | Thai        | Muban | Einw.   |
| --- | --------------- | ----------- | ----- | ------- |
| 1.  | Mak Khaeng      | หมากแข้ง     | 0-    | 135.173 |
| 2.  | Nikhom Songkhro | นิคมสงเคราะห์ | 12    | 11.855  |
| 3.  | Ban Khao        | บ้านขาว      | 10    | 10.214  |
| 4.  | Nong Bua        | หนองบัว      | 07    | 18.317  |
| 5.  | Ban Tat         | บ้านตาด      | 14    | 12.486  |
| 6.  | Non Sung        | โนนสูง       | 14    | 19.951  |
| 7.  | Mu Mon          | หมูม่น        | 12    | 16.188  |
| 8.  | Chiang Yuen     | เชียงยืน      | 19    | 16.113  |
| 9.  | Nong Na Kham    | หนองนาคำ    | 18    | 23.433  |
| 10. | Kut Sa          | กุดสระ       | 11    | 8.650   |
| 11. | Na Di           | นาดี         | 08    | 7.259   |
| 12. | Ban Lueam       | บ้านเลื่อม     | 08    | 17.501  |
| 13. | Chiang Phin     | เชียงพิณ      | 10    | 11.609  |
| 14. | Sam Phrao       | สามพร้าว     | 13    | 19.295  |
| 15. | Nong Hai        | หนองไฮ      | 15    | 12.627  |
| 16. | Na Kha          | นาข่า        | 16    | 12.771  |
| 17. | Ban Chan        | บ้านจั่น       | 12    | 14.776  |
| 18. | Nong Khon Kwang | หนองขอนกว้าง | 10    | 11.192  |
| 19. | Khok Sa-at      | โคกสะอาด    | 10    | 7.387   |
| 20. | Na Kwang        | นากว้าง      | 12    | 7.063   |
| 21. | Nong Phai       | หนองไผ่      | 12    | 8.732   |

### Lokalverwaltung
Udon Thani (เทศบาลนครอุดรธานี) ist eine Großstadt (Thesaban Nakhon) im Landkreis, sie besteht aus dem ganzen Tambon Makkhaeng sowie Teilen von Nong Bua und Nong Khon Kwang. 
Daneben gibt es zwei Städte (Thesaban Mueang) im Landkreis:
- Non Sung - Nam Kham (เทศบาลเมืองโนนสูง-น้ำคำ) besteht aus Teilen des Tambon Non Sung,
- Nong Samrong (เทศบาลเมืองหนองสำโรง) besteht aus Teilen der Tambon Mu Mon, Na Di und Ban Lueam.

Es gibt weiterhin sieben Kleinstädte (Thesaban Tambon) im Landkreis:
- Na Kha (เทศบาลตำบลนาข่า) besteht aus Teilen des Tambon Na Kha,
- Nikhom Songkhro (เทศบาลตำบลนิคมสงเคราะห์) besteht aus Teilen der Tambon Nikhom Songkhro und Khok Sa-at,
- Ban Chan (เทศบาลตำบลบ้านจั่น) besteht aus Teilen der Tambon Ban Chan und Nong Khon Kwang,
- Nong Bua (เทศบาลตำบลหนองบัว) besteht aus Teilen der Tambon Nong Bua, Nong Na Kham, Sam Phrao und Nong Khon Kwang,
- Nong Phai (เทศบาลตำบลหนองไผ่) besteht aus dem ganzen Tambon Nong Phai,
- Nong Khon Kwang (เทศบาลตำบลหนองขอนกว้าง) besteht aus weiteren Teilen des Tambon Nong Khon Kwang,
- Ban Tat (เทศบาลตำบลบ้านตาด)  besteht aus dem ganzen Tambon Ban Tat.

Außerdem gibt es 15 „Tambon Administrative Organizations“ (TAO, องค์การบริหารส่วนตำบล – Verwaltungs-Organisationen) für die Tambon im Landkreis, die zu keiner Stadt gehören.